# Æthelwine (évêque de Durham)
Pour les articles homonymes, voir Æthelwine.
Æthelwine (mort après 1071) est le dernier évêque de Durham d'origine anglo-saxonne.

## Biographie
Æthelwine devient évêque en 1056 avec l'appui du comte de Northumbrie Tostig Godwinson et du roi Édouard le Confesseur. Il succède à son frère, l'évêque Æthelric, forcé de démissionner à la suite d'un scandale financier. En 1059, il accompagne le roi d'Écosse Malcolm III à la cour du roi Édouard aux côtés de Tostig et de l'archevêque d'York Cynesige, peut-être pour que Malcolm y reconnaisse Édouard comme suzerain. En 1065, il supervise la translation des reliques d'Oswine de Deira à Durham.
Comme son frère avant lui, Æthelwine est impopulaire parmi les clercs de sa cathédrale, principalement parce qu'il n'est pas originaire de la région et qu'il a été imposé à la tête du diocèse sans demander l'avis du chapitre de la cathédrale. En 1065, lors de la révolte contre le comte Tostig, les moines de la cathédrale font partie des meneurs. La révolte est couronnée de succès, mais Æthelwine conserve son poste.
Après la conquête normande de l'Angleterre, Æthelwine est tout d'abord loyal au nouveau roi Guillaume le Conquérant. Il se soumet à lui durant l'été 1068 à York, en même temps que la plupart des thegns du nord de l'Angleterre, et lui apporte également un message de paix du roi Malcolm. Guillaume renvoie Æthelwine à la cour de Malcolm avec ses conditions, que le roi d'Écosse accepte,. En 1069, lorsque le nouveau comte de Northumbrie Robert de Comines vient prendre possession de son fief, c'est Æthelwine qui l'avertit de la présence d'une armée anglaise en maraude dans la région. Robert, qui a négligé l'avertissement de l'évêque, est attaqué par surprise alors qu'il réside chez lui et meurt brûlé vif.
Lorsque Guillaume le Conquérant entreprend sa campagne dévastatrice dans le Nord, Æthelwine tente de s'enfuir en emportant plusieurs objets précieux, notamment le corps de saint Cuthbert, à Lindisfarne. Il est fait prisonnier et meurt en captivité, durant l'hiver 1071-1072 ou plus tard. Son siège reste vacant jusqu'à la nomination par le roi de Guillaume Walcher, qui devient le premier prince-évêque de Durham.